# HD 176123
HD 176123，又名BD-18 5155，SAO 162050、HR 7164，是一颗恒星，视星等为6.37，位于銀經17.12，銀緯-10.06，其B1900.0坐标为赤經18h 53m 35.7s，赤緯-18° -10.06′ 6″。